# اتحاد رعاية العمال الإندونيسيين
اتحاد رعاية العمال الإندونيسيين هو مركز نقابي وطني في إندونيسيا. تأسس عام 1992م ويقع تحت بند عضويته 2.1 مليون عضو عامل. كان اتحاد رعاية العمال أول اتحاد وطني مستقل يتشكل خلال دكتاتورية سوهارتو، حيث عانى من قمع الدولة الكبير خلال هذه الفترة. في عام 1993 قام الجنود بتفريق مؤتمره الوطني بعد 40 دقيقة فقط من بدء الإجراءات. كذلك قُتل ثلاثة نشطاء، واعتُقل 250، وتم طرد 2.500 من العمل في العامين الأولين من إنشائه.